# 黄小玲
黄小玲（1968年—），湖南醴陵人，汉族，中华人民共和国政治人物。

## 生平
毕业于湖南省醴陵陶瓷技工学校。2013年，担任全国人大代表。2018年2月24日，当选为第十三届全国人大代表。